# Nyssodesmus phyton
Nyssodesmus phyton är en mångfotingart som först beskrevs av Peters 1864.  Nyssodesmus phyton ingår i släktet Nyssodesmus och familjen Platyrhacidae. Inga underarter finns listade i Catalogue of Life.